# Station Darmstadt Süd
Station Darmstadt Süd is een spoorwegstation in de Duitse plaats Darmstadt.  Het station werd in 1912 geopend. 